# Paradoxapseudes basibidens
Paradoxapseudes basibidens is een naaldkreeftjessoort uit de familie van de Apseudidae. De wetenschappelijke naam van de soort is voor het eerst geldig gepubliceerd in 2007 door Gutu.